# Морена, Тапело
Тапе́ло Дже́ймс Море́на (англ. Thapelo James Morena; род. 6 августа 1993, Рандфонтейн, Гаутенг) — южноафриканский футболист, защитник клуба «Мамелоди Сандаунз» и сборной ЮАР по футболу.

## Карьера

### Клубная карьера
Морена начал карьеру в клубе «Блумфонтейн Селтик», за который дебютировал в Премьершипе 3 ноября 2013 года в матче против «Марицбург Юнайтед» (0:0), выйдя на замену на 73-й минуте матча.
В августе 2016 году Морена перешёл в «Мамелоди Сандаунз», подписав с командой четырёхлетний контракт. За четыре года по контракту Морена три раза становился чемпионом страны в составе своей команды.
В июне 2020 года Морена подписал с клубом новый контракт, срок окончания которого рассчитан до июня 2025 года. После продления контракта Морена стал чемпионом страны в составе этой команды четыре раза, а также завоевал второй Кубок ЮАР в 2022 году.

### Карьера в сборной
14 мая 2015 года дебютировал за сборную ЮАР в товарищеском матче со сборной Малави; матч закончился со счётом 0:0.
В составе сборной ЮАР принимал участие на Кубке африканской наций 2023 года, где сыграл в шести матчах национальной сборной. На этом турнире «бафана-бафана» завоевали бронзовые медали. 11 июня 2024 года в отборе на чемпионат мира 2026 года в матче со сборной Зимбабве (3:1) забил два гола, которые стали его первыми мячами за сборную.

## Достижения
«Мамелоди Сандаунз»
- Победитель Премьер-лиги (7): 2017/18, 2018/19, 2019/20, 2020/21, 2021/22, 2022/23, 2023/24
- Обладатель Кубка ЮАР (2): 2019/2020, 2021/2022
- Обладатель Кубка Лиги ЮАР (1): 2019
- Обладатель Кубка Восьми (1): 2021